# Walther PK380
La Walther PK380 è una pistola semiautomatica fabbricata dalla Carl Walther GmbH Sportwaffen.
Distribuita negli Stati Uniti da Walther America, una joint-venture con la casa Smith & Wesson.

## Dettagli
La Walther PK380 ha calibro .380 ACP, il disegno è molto simile a quello della .22 LR Walther P22. Come la P22, la PK380 presenta la caratteristica di avere una sicura senza abbatticane, e un cane esterno. Il caricatore viene rilasciato in modo ambidestro con un pulsante stile Walther alla base del coprigrilletto. A differenza di altre Walther, non c'è una leva di rilascio del carrello. Così, il carrello deve essere tirato indietro e rilasciato per caricare l'arma con il primo colpo. La canna e il carrello sono in acciaio, mentre il fusto è in polimero per ridurre il peso. Il caricatore è monofilare e contiene 8 colpi così da avere una capacità di 8+1 colpi.